# The Ruby Ring
The Ruby Ring is een Amerikaanse film uit 1997 van regisseur Harley Cokeliss.

## Verhaal
Wanneer Lucy's vader zijn baan verliest gaat Lucy bij haar oma wonen. Deze bezit de magische robijnen ring. Wanneer ze deze uitprobeert, wordt ze honderd jaar naar het verleden gezonden. Tot overmaat van ramp verliest ze ook nog de ring, haar enige weg terug naar haar eigen tijd.

## Rolbezetting
| Acteur              | Personage           |
| ------------------- | ------------------- |
| Emily Hamilton      | Lucy                |
| Rutger Hauer        | Patrick Collins     |
| Christien Anholt    | Robert Langley      |
| Joanna Tope         | Lady Langley        |
| Emma Cunniffe       | Noreen              |
| Sophia Money-Coutts | Victoria McLaughlin |
| Jan Moffat          | grootmoeder         |